# Parafia św. Franciszka Ksawerego w Fort Myers
Parafia św. Franciszka Ksawerego w Fort Myers (ang. St. Francis Xavier Parish) – parafia rzymskokatolicka położona w Fort Myers, Floryda, Stany Zjednoczone.
Jest ona wieloetniczną parafią w diecezji diecezji Venice z mszą św. dla polskich imigrantów.
Parafia została poświęcona św. Franciszkowi Ksaweremu.

## Szkoły
- St. Francis Xavier Catholic School